# 江畑秀範
江畑 秀範（えばた ひでのり、韓: 에바타 히데노리、1992年8月8日 - ）は、韓国系日本人のテコンドー選手（WTF）。大阪府泉大津市出身、大阪府大阪市在住。フリー。テコンドー男子80キロ級、87キロ級で全日本選手権13連覇。在日韓国人三世として生まれ、現在は日本に帰化している。韓国名は金 秀範（キム・スボム、韓: 김수범）。
ブレイキングダウンでは「テコンドーニキ」として注目され、江畑が出演したオーディションの切り抜き動画は600万回再生を突破している。

## 来歴
大阪夕陽丘学園高等学校2年の時に、テコンドーを始めた。
2022年12月18日、元OPBF東洋太平洋ウェルター級王者の渡部あきのりとキックボクシングルールで対戦し、判定勝ち。
2023年2月23日、MASAとオープンフィンガーグローブ着用のボクシングルールで対戦し、TKO負け。

### RIZIN
2020年11月21日、RIZIN.25で佐野勇海とキックボクシングルールで対戦し、判定負け。

### BreakingDown（ブレイキングダウン）
2024年2月18日、BreakingDown初参戦となったBreakingDown 11で松井健とキックボクシングルールで対戦し、延長判定5-0で勝利した。試合後、結果に納得できない松井に背後から首を絞められるなどの暴行を受けた。

## 戦績

### プロ総合格闘技
| 総合格闘技 戦績 | 総合格闘技 戦績 | 総合格闘技 戦績 | 総合格闘技 戦績 | 総合格闘技 戦績 | 総合格闘技 戦績 | 総合格闘技 戦績 |
| --------------- | --------------- | --------------- | --------------- | --------------- | --------------- | --------------- |
| 2 試合          | (T)KO           | 一本            | 判定            | その他          | 引き分け        | 無効試合        |
| 1 勝            | 1               | 0               | 0               | 0               | 0               | 0               |
| 1 敗            | 0               | 1               | 0               | 0               | 0               | 0               |

| 勝敗 | 対戦相手 | 試合結果                | 大会名                           | 開催年月日    |
| ×    | 土井淳   | 1R 2:53 V1アームロック  | DEEP OSAKA IMPACT 2023 2nd ROUND | 2023年7月30日 |
| ○    | 誠悟     | 1R 2:28 TKO（右フック） | DEEP 113 IMPACT                  | 2023年5月7日  |

### プロキックボクシング
| キックボクシング 戦績 | キックボクシング 戦績 | キックボクシング 戦績 | キックボクシング 戦績 | キックボクシング 戦績 | キックボクシング 戦績 | キックボクシング 戦績 |
| --------------------- | --------------------- | --------------------- | --------------------- | --------------------- | --------------------- | --------------------- |
| 2 試合                | (T)KO                 | 判定                  | その他                | 引き分け              | 無効試合              |                       |
| 1 勝                  | 1                     | 0                     | 0                     | 0                     | 0                     |                       |
| 1 敗                  | 0                     | 1                     | 0                     | 0                     | 0                     |                       |

| 勝敗 | 対戦相手                   | 試合結果                                  | 大会名                   | 開催年月日     |
| ○    | クリスティアン・エスクリグ | 2R 2:20 TKO（レフェリーストップ：カット） | 巌流島バーチャルファイト | 2024年5月3日   |
| ×    | 佐野勇海                   | 3R終了 判定0-3                            | RIZIN.25                 | 2020年11月21日 |

### 異種格闘技
| 勝敗 | 対戦相手                   | 試合結果                    | 大会名                           | 開催年月日     |
| ×    | マーカス・レロ・アウレリオ | 1R 0:22 TKO（ボディスラム） | INOKI BOM-BA-YE × 巌流島 in 両国 | 2022年12月28日 |

### アマチュアボクシング
| 勝敗 | 対戦相手 | 試合結果                    | 大会名           | 開催年月日    |
| ×    | MASA     | 2R 1:53 TKO（右ストレート） | 第2回MONE¥ FIGHT | 2023年2月23日 |

### アマチュアキックボクシング
| 勝敗 | 対戦相手     | 試合結果               | 大会名          | 開催年月日     |
| ○    | 松井健       | 1分1R+延長1R 判定5-0   | BreakingDown 11 | 2024年2月18日  |
| ○    | 渡部あきのり | 1分1R+延長30秒 判定3-0 | KINGDAM         | 2022年12月18日 |